# Jan Goeting
Johannes Gottfried (Jan) Goeting (Den Haag, 30 maart 1918 − aldaar, 20 september 1984) wordt gerekend tot de Nieuwe Haagse School, was een Nederlandse kunstenaar, portretschilder en docent aan de Vrije Academie en de Koninklijke Academie in Den Haag.

## Biografie
In de oorlogsjaren bezocht Goeting de Academie van Beeldende Kunsten in Den Haag. Hij exposeerde in de bloeitijd van kunstenaarsgenootschap Pulchri Studio, waar hij ook lid van was. Als kunstenaar maakte hij talloze gevelstenen, monumentale keramische objecten en mozaïeken, zowel in Den Haag (huidige ANWB gebouw) en Wassenaar als daarbuiten, zoals in het Amsterdamse Hemsterhuisstraat 145-241. Hij stond ook bekend als portretschilder en portretteerde veel vooraanstaande personen en kunstenaars, zoals Prinses Beatrix en Prinses Christina (voor het nationaal geschenk aan koningin Juliana in 1976), Victorine Hefting en Annet Nieuwenhuijzen. Exposities van zijn werk vonden plaats in vele Europese landen, het Midden-Oosten en in de Verenigde Staten. In 2015 werd een kunstwerk herplaatst op het Elandplein in Den Haag.
Goeting is de echtgenoot van Catharina Goeting-Stultiëns en de vader van Joep Goeting.

## Prijzen
- In 1949 won Jan Goeting de Jacob Marisprijs.
- Jan Goeting won in 1946 de Willink van Collenprijs.

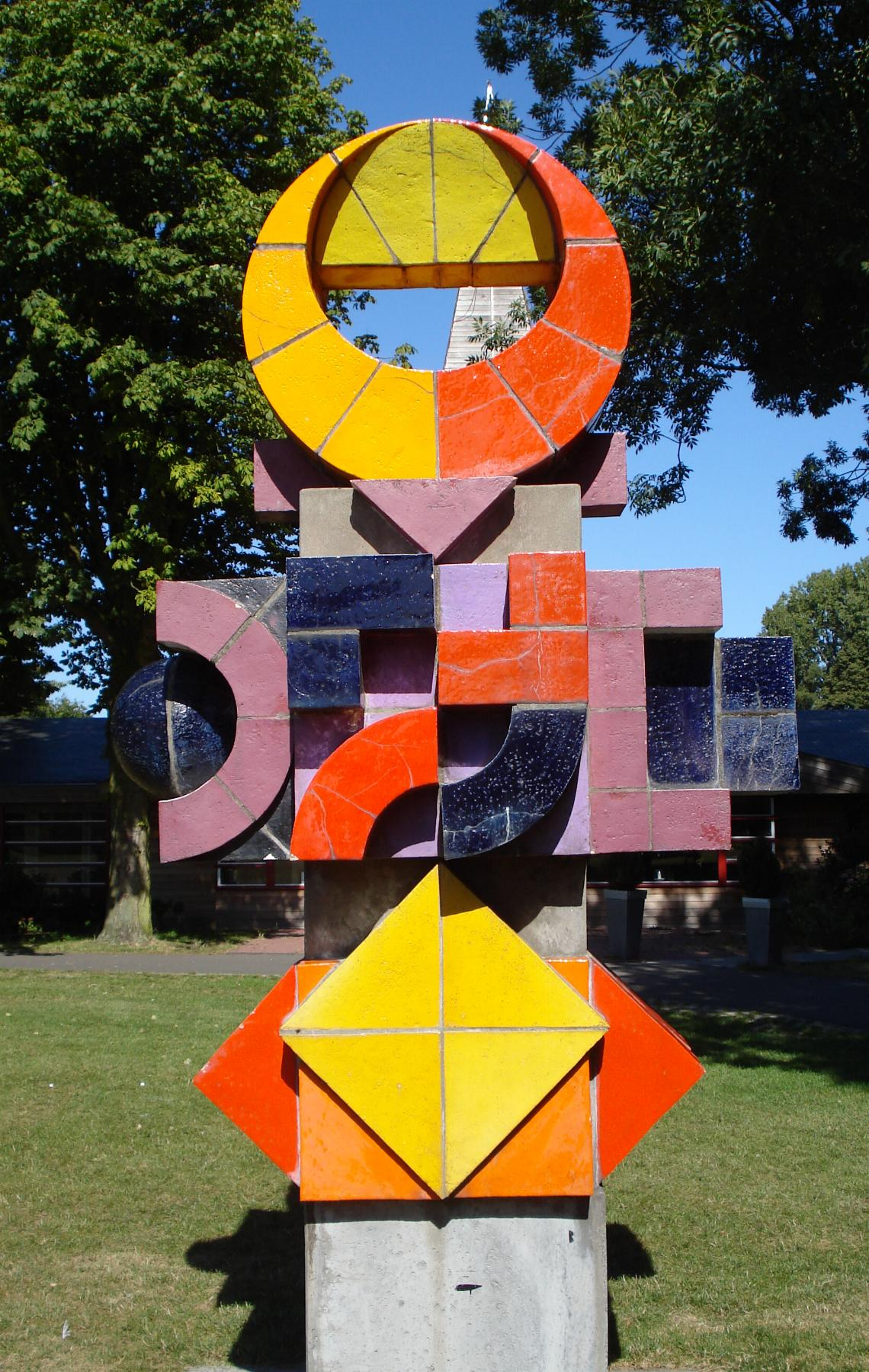
Zuiderpark (Den Haag)
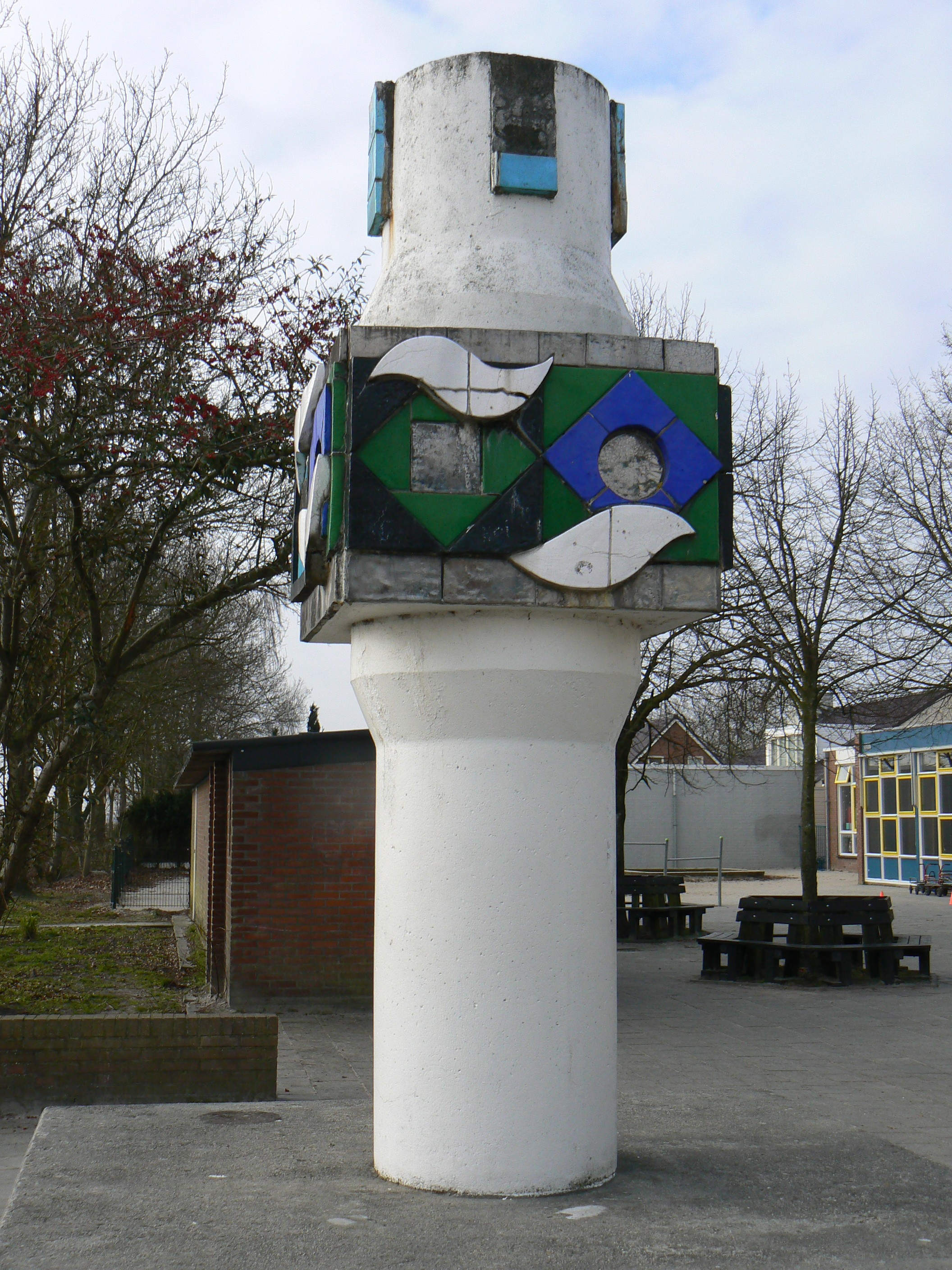
Muntendam
Elandplein Den Haag
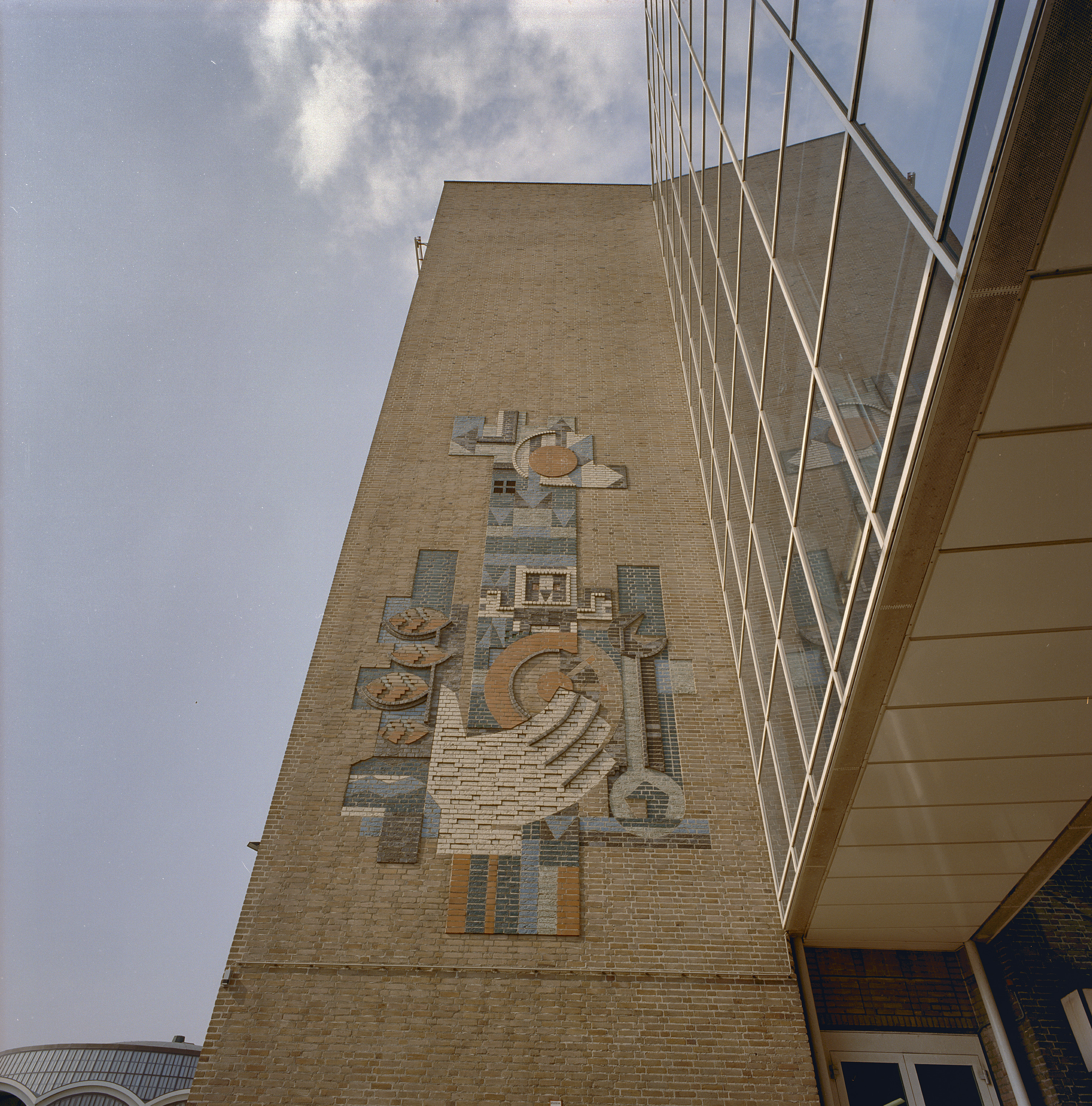
Hoofdkantoor ANWB
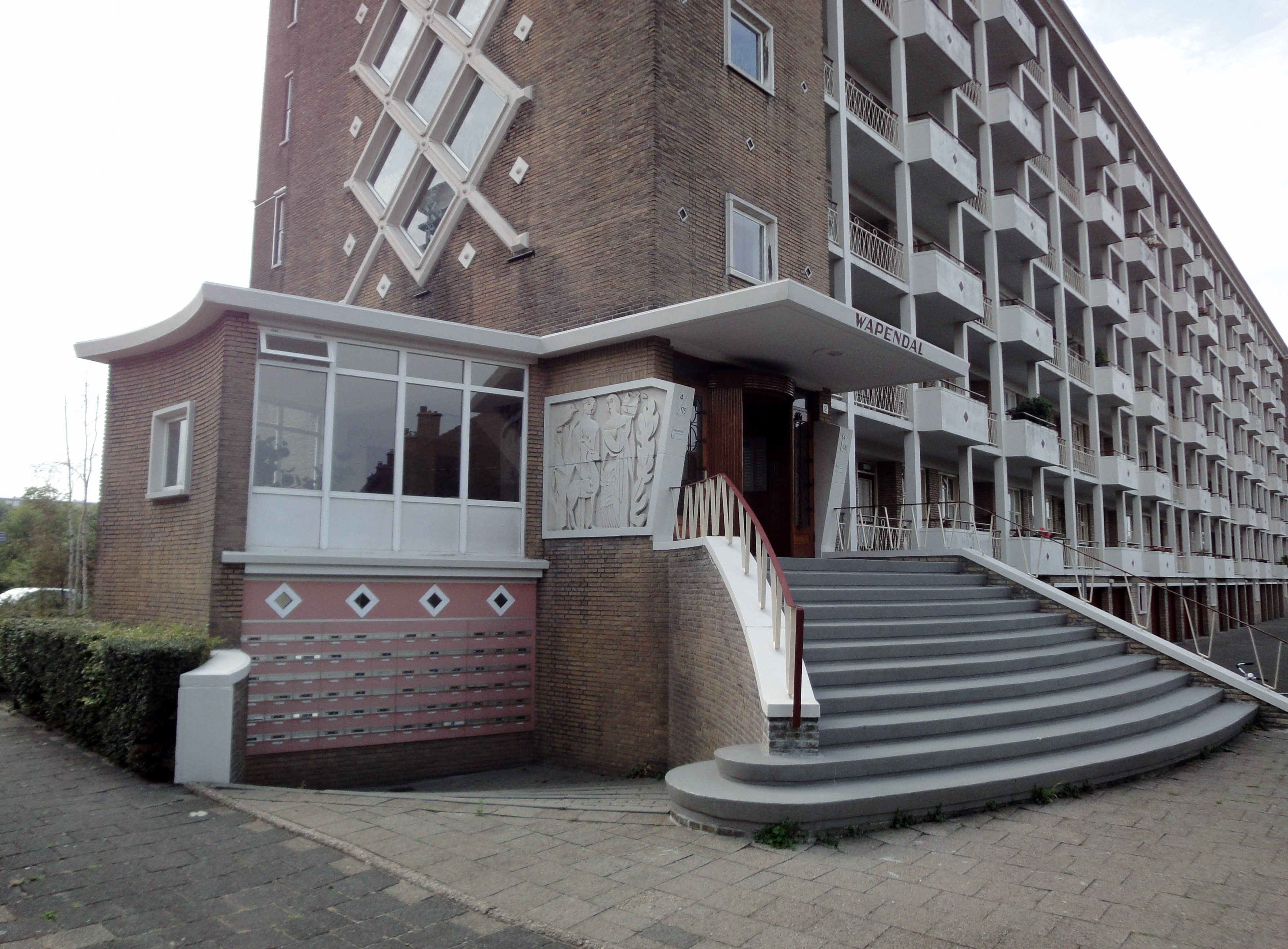
Entree Wapendal-flat, Den Haag